# Petrus Nicolaas Gagini

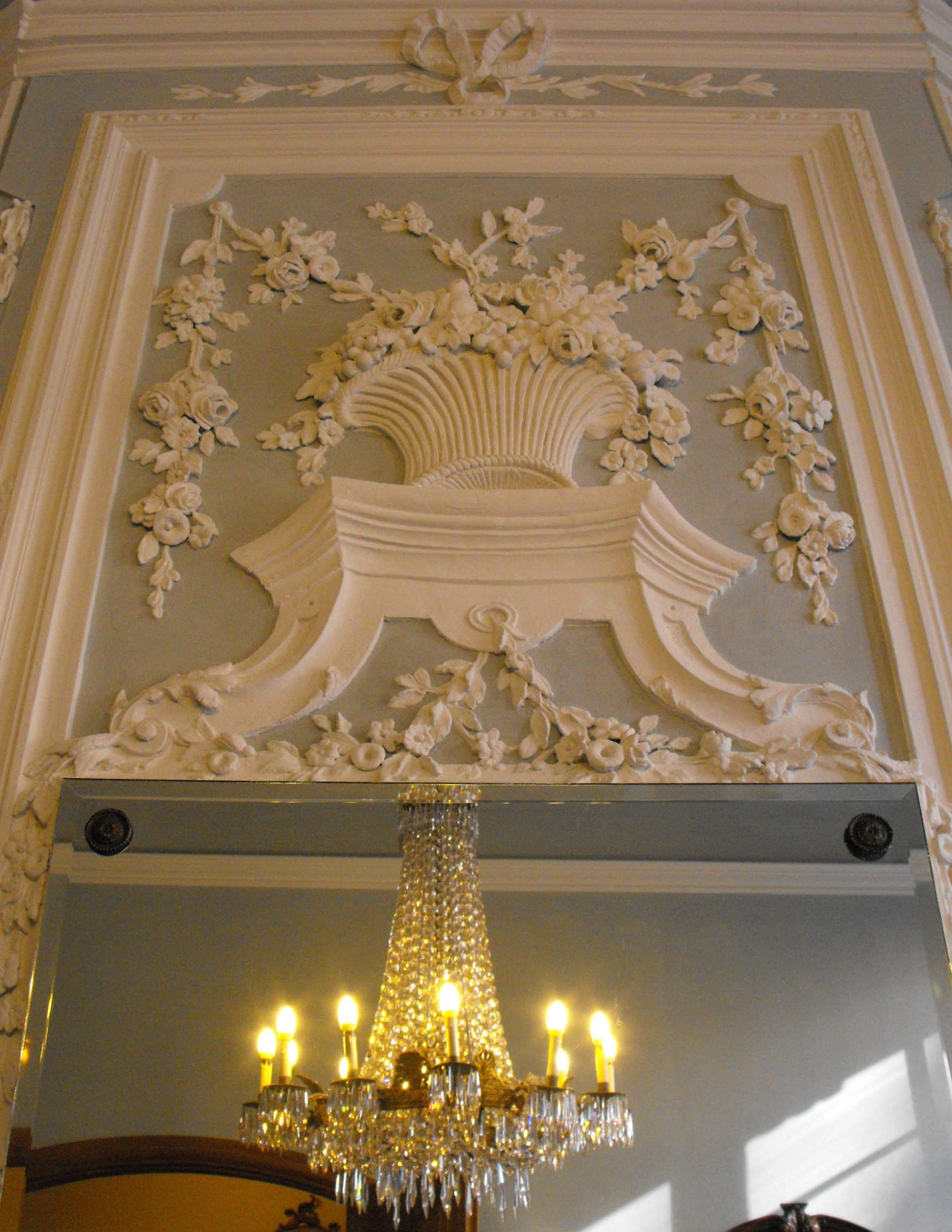
Schoorsteenmantel Gaginikamer, Couvenmuseum, Aken

Petrus Nicolaas Gagini (ook: Pietro Nicolo; Petrus Nicolaus; Bissone, 13 januari 1745 - Maastricht, 1811) was een sierstucwerker afkomstig uit het Zwitserse kanton Ticino.

## Leven en werk

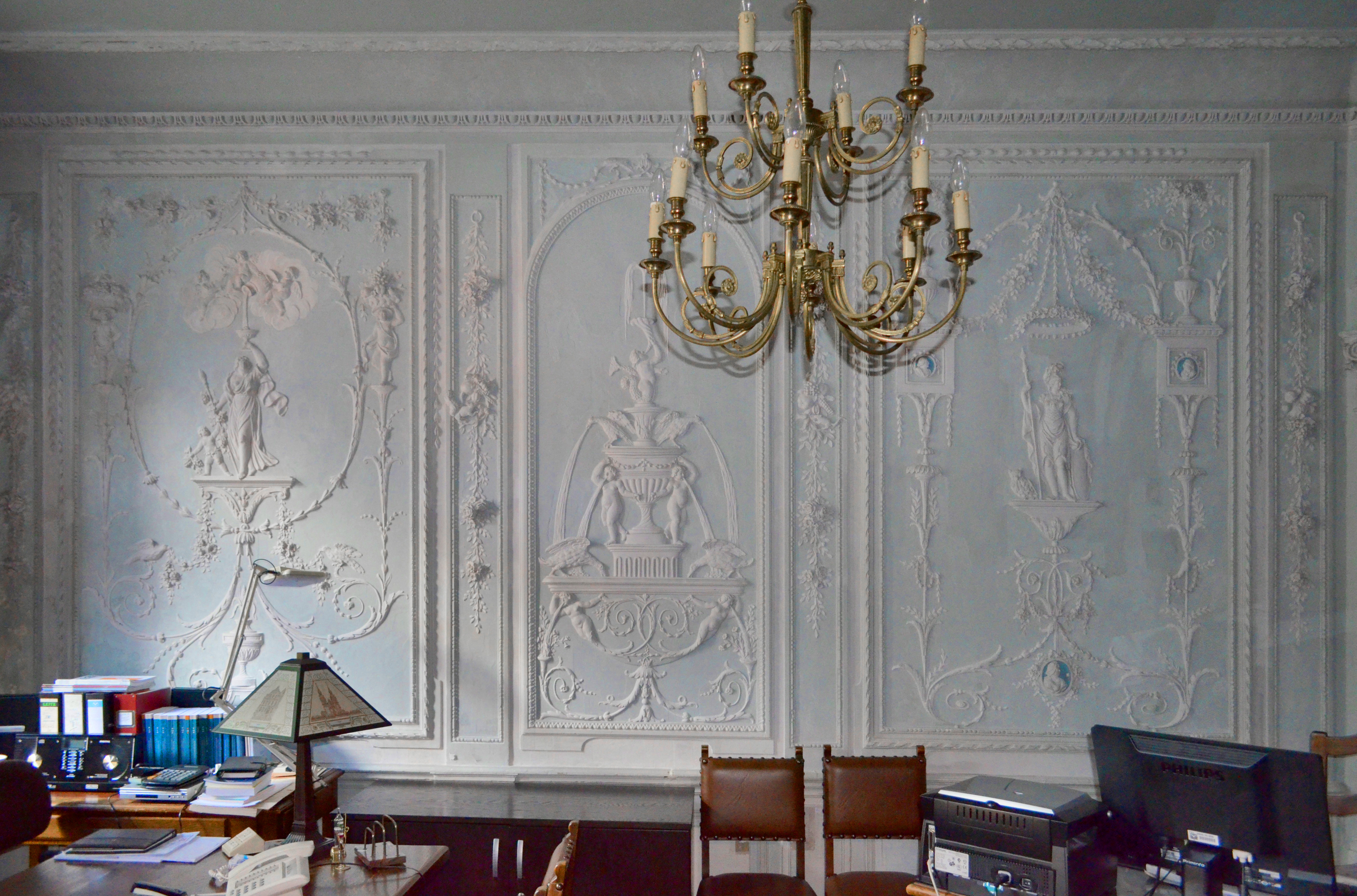
Salon Friedensgericht, Eupen

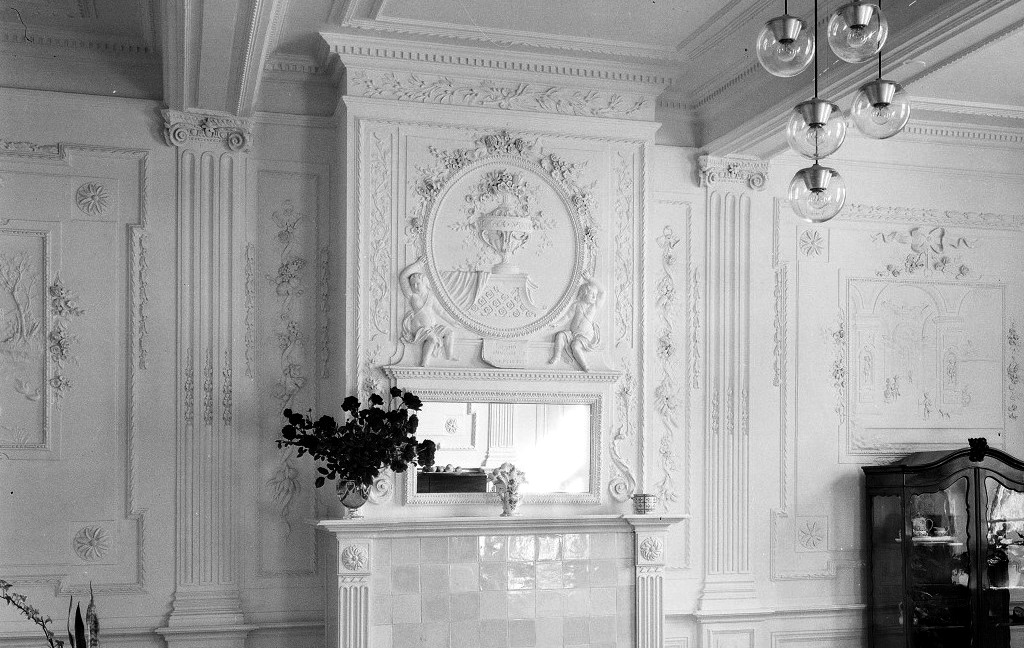
Gestucte salon Huis Eyll, Maastricht-Heer

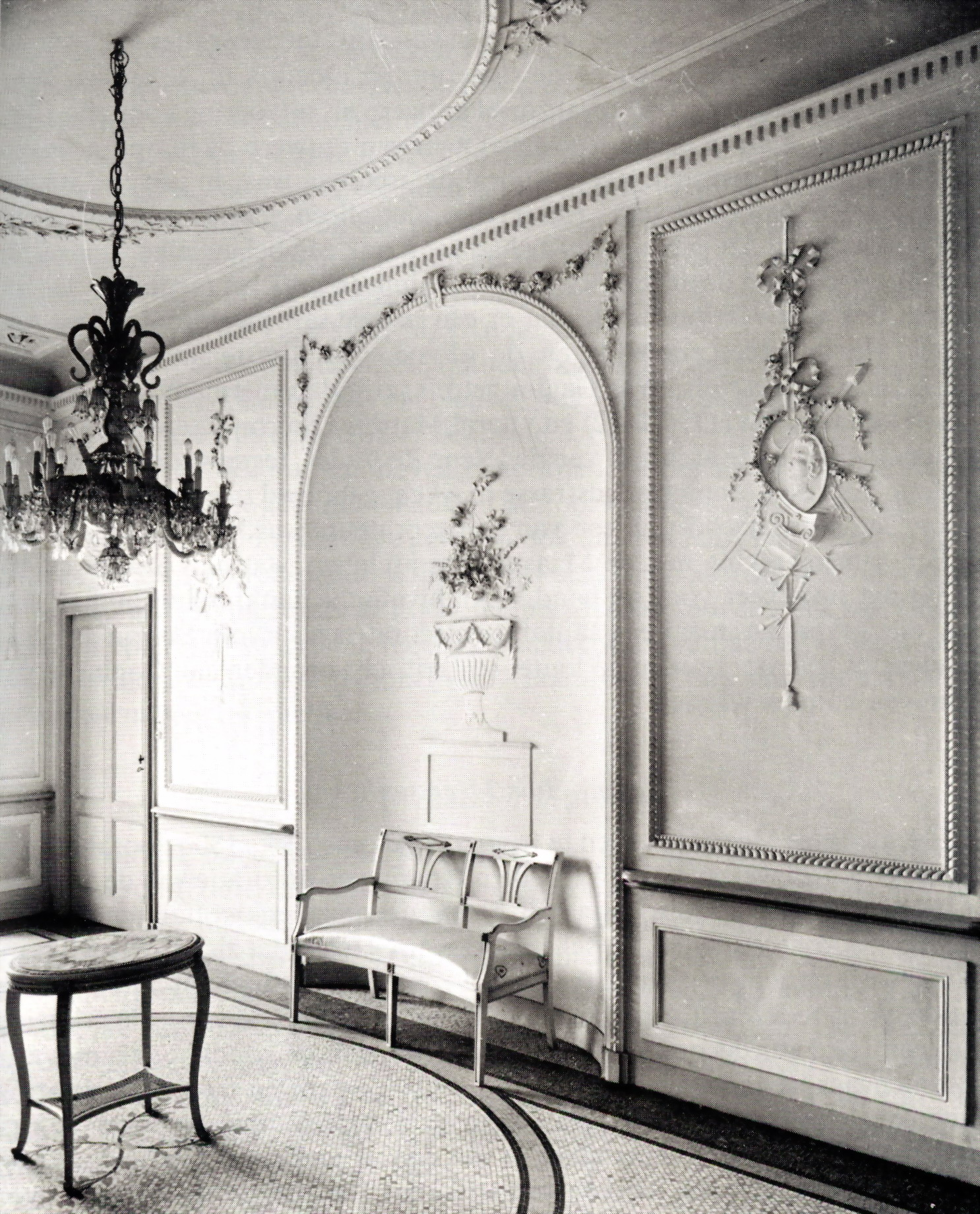
Vestibule Kasteel Meerssenhoven, Maastricht. Toegeschreven aan Gagini

Over Gagini's opleiding is niets bekend. Aangenomen mag worden dat hij uit een familie van stukadoors stamde. Van zijn jeugdwerk is in het Casa Gaggini in Bissone een afbeelding van Herakles en Omphale uit ca. 1770 bewaard gebleven. Vermoedelijk vanaf 1770 werkte hij ten noorden van de Alpen. Tussen 1778 en 1807 werkte Gagini in de regio Maastricht-Aken-Eupen-Luik. In 1791 trouwde hij in Maastricht met Maria Catherina Jagers uit Itteren. Het echtpaar vestigde zich in Maastricht aan de Eikelstraat/hoek Houtmaas. In 1792 legt Gagini de eed af als burger onder het kremers-ambacht. Tussen 1796 en 1800 reisde Gagini in de Noordelijke Nederlanden en verbleef o.a. enige tijd in Leiden.
In Maastricht en Aken werkte Gagini vermoedelijk samen met de architecten Mathias Soiron en Jakob Couven. Door middel van gecanneleerde pilasters met Ionische kapitelen, getande balken, cymatia en palmettenfriesen bereikte hij een klassieke indeling van een vertrek. Karakteristiek voor Gagini's sierstucwerk zijn de voorstellingen van Noord-Italiaans aandoende berglandschappen en gebouwen. Daarnaast maakte hij gebruik van allegorische en mythologische voorstellingen, portretmedaillons en bloemenguirlandes. Vergelijking van Gagini's vroegere met zijn latere werk laat zien dat hij vrij constant in zijn repertoirekeuze was en dat er nauwelijks sprake is van een stijlontwikkeling. Gagini's werk behoort tot de hoogtepunten van de binnenhuisarchitectuur in de regio Maastricht-Aken-Luik rond 1800.

## Oeuvre
Vijftien werken uit de periode 1778-1811 zijn gesigneerd en gedateerd:
- 1778: schoorsteenstuk vm. Haus Drimborn (verwoest), tegenwoordig in de Gagini-kamer van het Couvenmuseum in Aken[2]
- 1780: schoorsteenstuk met Apollo en Python, sopraporte met Venus en Adonis, mont Saint-Martin, Luik
- 1781/82: schoorsteenmanteldecoraties, woonhuis Kaperberg 3, Eupen
- 1785 of 1788: grotesken en putti in de kleine salon van het Hôtel de l'Amirauté, Esneux-Tilff (gesloopt)
- 1787: allegorieën op Venus en Adonis, de jacht, de liefde, de jaargetijden en de elementen, woonhuis rue Dartois, Luik (oorspronkelijke locatie onbekend)
- 1788: sierstucwerk salon, kasteel van Gors, Gors-Opleeuw (Borgloon)
- 1789: sierstucwerk grote salon, Huis Eyll, Maastricht-Heer[3]
- 1789: stucwerkdekoraties Gaginikamer (ofwel: kleine wethouderskamer aan Brabantse zijde), Stadhuis van Maastricht, overgeplaatst (en enigszins verkleind) van de salon van het in 1922 gesloopte woonhuis Capucijnenstraat 114[4][5]
- 1794: stucwerkdekoraties salon, Haus zur Stadt Mannheim, Komphausbadstraße 31, Aken (verwoest)
- 1801: sierstucwerk tuinpaviljoen (met Griekse goden), trappenhuis en schoorsteenmantels (met o.a. Jeanne d'Arc) in het fabrikantenhuis Klötzerbahn 27, Eupen (tegenwoordig gerechtsgebouw)
- 1805: 13 stucwerkdecoraties met allegorieën op de jaargetijden en elementen, Schloss Waldenburghaus[6], Kettenis (in 2006 in Keulen geveild)[7]
- 1805: wand- en plafonddecoraties van allegorische en mythologische figuren in diverse salons, Schloss Rahe, Laurensberg
- 1807: stucwerkdecoraties Der Grosse Bau, Aken
- 1807: Genre-reliëf van een landelijke idylle in de Händel-Saal van de Neue Redoute (later: Altes Kurhaus), Komphausbadstraße 19, Aken
- 1811: schoorsteenstucwerk Annunciatie, Gagini's woonhuis, Eikelstraat 1, Maastricht (verdwenen)

De volgende werken worden aan Gagini toegeschreven:
- 1775 : gevelfries woonhuis Sint-Pieterstraat 42, Maastricht (omstreeks 1930 verwijderd)
- 1782-86: stucwerkdecoraties balzaal Neue Redoute/Altes Kurhaus, Aken (met stucwerker Würth; in samenwerking met architect Jakob Couven)
- einde 18e eeuw: Chambre Romaine en ander sierstucwerk in empirestijl, kasteel Borgharen, Maastricht (wellicht i.s.m. Mathias Soiron)
- begin 19e eeuw: stucwerkdecoraties hoeve Rustenburg, Bunde (Geulstraat 47)
- ca. 1800: stucwerk vestibule kasteel Meerssenhoven, Maastricht-Itteren (wellicht i.s.m. Mathias Soiron)
- ca. 1801: schoorsteenstucwerk Withuishof, Maastricht-Scharn (wellicht i.s.m. Mathias Soiron)
- ca. 1803: stucwerkdecoraties eetzaal en torenkamer kasteel Wolfrath, Holtum, Sittard-Geleen (wellicht i.s.m. Mathias Soiron)[8]
- onbekend: woonhuizen Maastricht (Capucijnenstraat 13, Van Hasseltkade 1, Brusselstraat 76A)
- onbekend: woonhuis Friedrich-Wilhelm-Platz, Aken (verdwenen)
- onbekend: kasteel Wesny, Dison

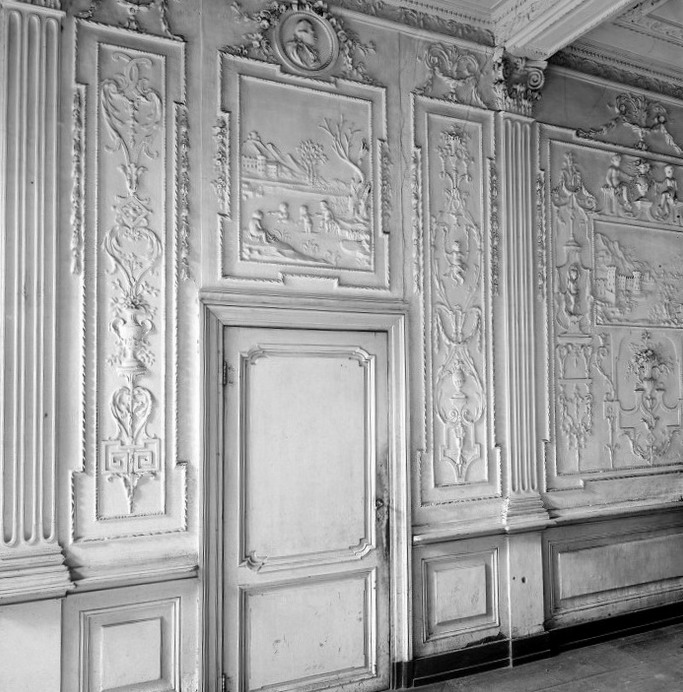
Capucijnenstraat, Maastricht (nu in het stadhuis)
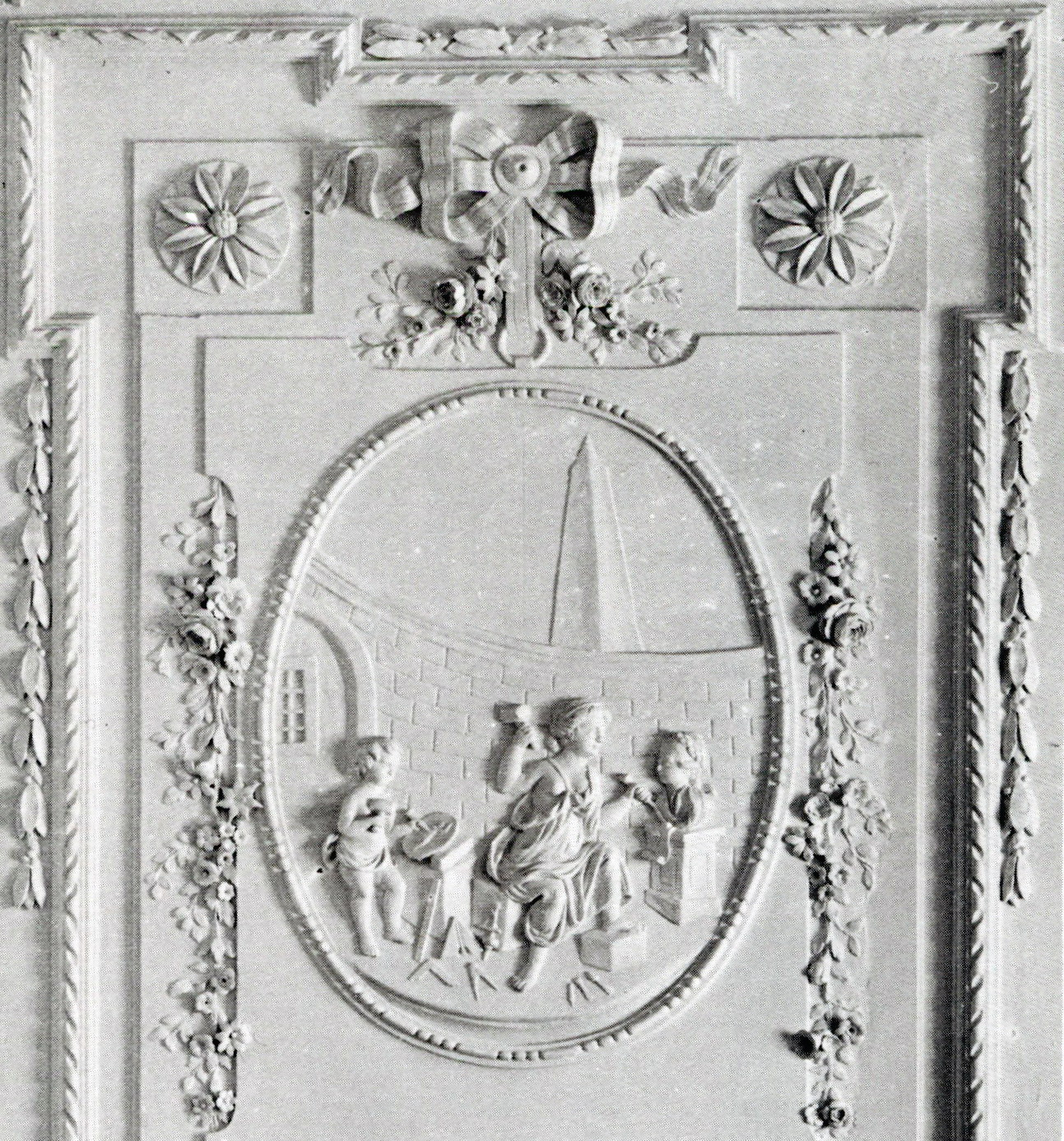
'Architectura', detail Grote salon Huis Eyll, Maastricht
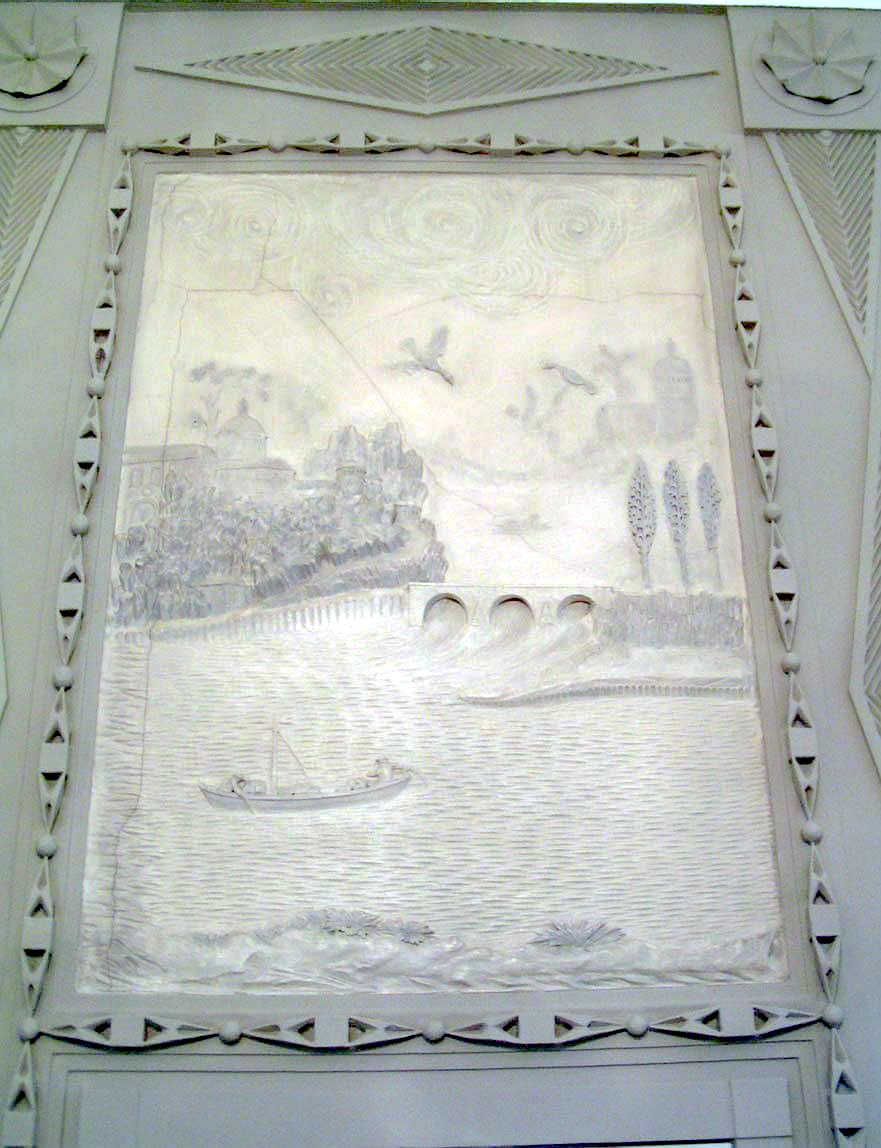
Detail salon Kasteel Wolfrath, Holtum (toeschrijving)
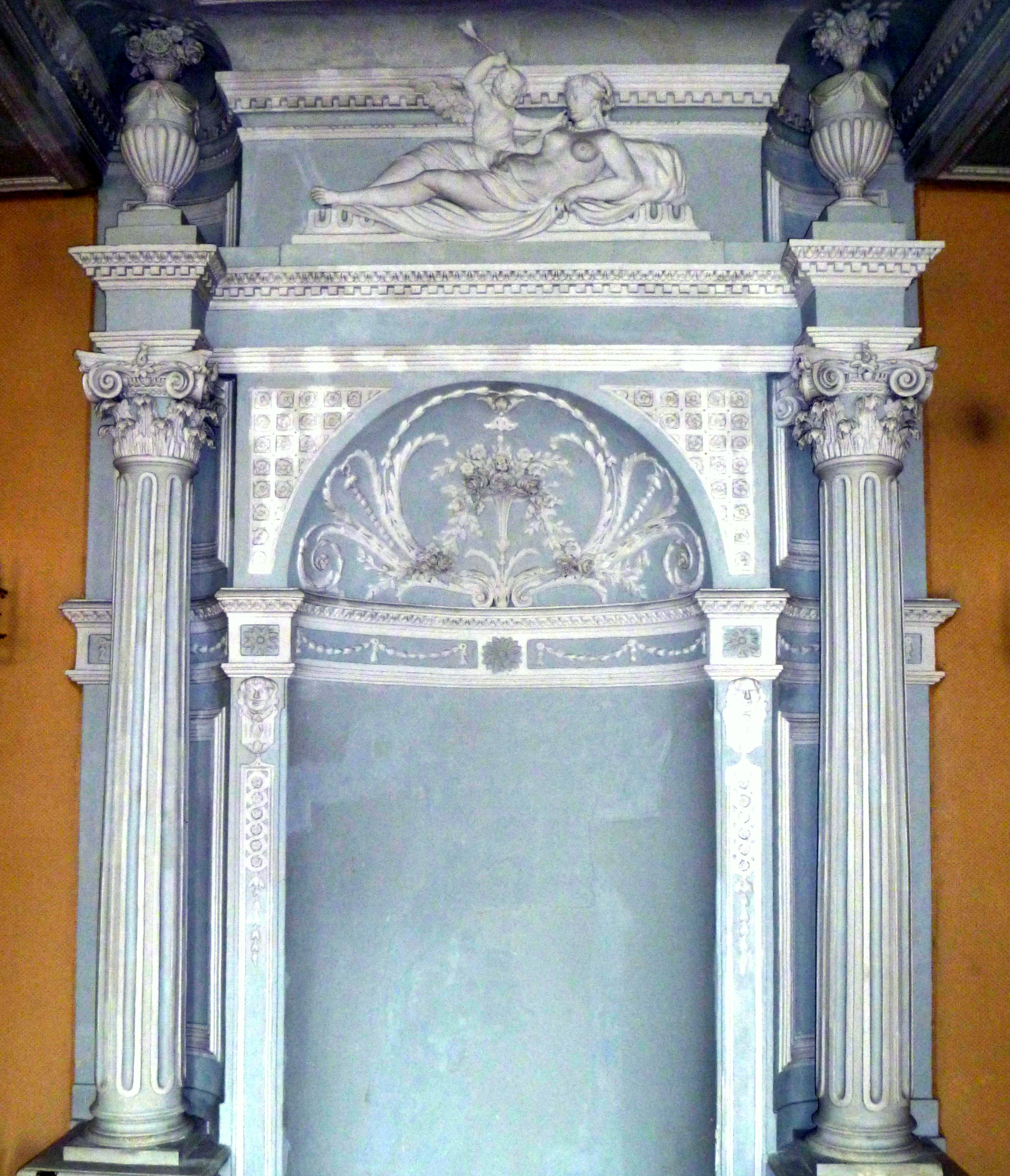
Schoorsteenmantel Friedensgericht, Eupen

## Trivia
- In de Maastrichtse buurt Caberg is een straat naar hem vernoemd: de Petrus Gaginistraat.[9]